# Xã Marshan, Quận Dakota, Minnesota
Xã Marshan (tiếng Anh: Marshan Township) là một xã thuộc quận Dakota, tiểu bang Minnesota, Hoa Kỳ. Năm 2010, dân số của xã này là 1.106 người.